# جزایر آگالگا
جزایر آگالِگا که از دو جزیرهٔ شمالی و جزیرهٔ جنوبی تشکیل شده‌است در غرب اقیانوس هند در ۱۰۰۰ کیلومتری شمال موریس قرار داشته و تحت‌الحکومهٔ آن کشور است.
مساحت کل خشکی‌های این جزایر ۷۰ کیلومتر مربع است و کشت نارگیل در آنها به‌منظور صادرات مغز و روغن آن رواج دارد. همچنین پرورش دام و طیور و کشت سبزیجات تا حد رفع نیازهای اهالی جزیره انجام می‌گیرد.
دهکدهٔ Vingt Cinq در جزیرهٔ شمالی و دهکدهٔ سنت ریتا در جزیرهٔ جنوبی از مهمترین دهکده‌های آگالگا به‌شمار می‌روند. در این جزایر چند جاده کشیده شده‌است اما تعداد وسایل نقلیهٔ موتوری کم است و تعداد ساکنان جزایر نیز بنا بر آمار سال ۲۰۰۳ در حدود ۳۰۰ نفر تخمین زده می‌شود.